# Puchar Interkontynentalny w Lekkoatletyce 2018 – bieg na 800 m kobiet
Bieg na 800 metrów kobiet – jedna z konkurencji biegowych rozgrywana w ramach lekkoatletycznyego pucharu interkontynentalnego na Stadionie miejskim w Ostrawie-Witkowicach.

## Terminarz
Źródło: worldathletics.org.
| Data       | Godzina |
| ---------- | ------- |
| 9 września | 15:24   |

## Rekordy
Tabela prezentuje rekord świata, rekord pucharu interkontynentalnego, rekordy kontynentów oraz najlepszy wynik na listach światowych w sezonie 2018 przed rozpoczęciem mistrzostw.
|                                     | Zawodniczka           | Wynik   | Miejsce   | Data                  |
| ----------------------------------- | --------------------- | ------- | --------- | --------------------- |
| Rekord świata                       | Jarmila Kratochvílová | 1:53,28 | Monachium | 26 lipca 1983(dts)    |
| Listy światowe                      | Caster Semenya        | 1:54,25 | Paryż     | 30 czerwca 2018(dts)  |
| Rekord pucharu interkontynentalnego | Ana Fidelia Quirot    | 1:54,44 | Barcelona | 9 września 1989(dts)  |
| Rekord Afryki                       | Pamela Jelimo         | 1:54,01 | Zurych    | 29 sierpnia 2008(dts) |
| Rekord Azji                         | Liu Dong              | 1:55,54 | Pekin     | 9 września 1993(dts)  |
| Rekord Ameryki Północnej            | Ana Fidelia Quirot    | 1:54,44 | Barcelona | 9 września 1989(dts)  |
| Rekord Ameryki Południowej          | Letitia Vriesde       | 1:56,68 | Göteborg  | 13 sierpnia 1995(dts) |
| Rekord Europy                       | Jarmila Kratochvílová | 1:53,28 | Monachium | 26 lipca 1983(dts)    |
| Rekord Australii i Oceanii          | Toni Hodgkinson       | 1:58,25 | Atlanta   | 27 lipca 1996(dts)    |

## Rezultaty
Źródło: worldathletics.org.
| Pozycja | Zawodniczka         | Drużyna        | Czas    | Punkty | Uwagi |
| ------- | ------------------- | -------------- | ------- | ------ | ----- |
| 1.      | Caster Semenya      | Afryka         | 1:54,77 | 8      |       |
| 2.      | Ajeé Wilson         | Ameryka        | 1:57,16 | 7      |       |
| 3.      | Natoya Goule        | Ameryka        | 1:57,36 | 6      |       |
| 4.      | Natalija Pryszczepa | Europa         | 1:59,58 | 5      | SB    |
| 5.      | Angie Petty         | Azja i Oceania | 2:01,26 | 4      |       |
| 6.      | Anna Sabat          | Europa         | 2:04,43 | 3      |       |
| 7.      | Besu Sado           | Afryka         | 2:08,59 | 2      | SB    |
| 8.      | Brittany McGowan    | Azja i Oceania | 2:10,63 | 1      |       |

## Klasyfikacja drużynowa
Źródło:
| Miejsce | Drużyna        | Punkty indywidualne | Punkty drużynowe          |
| ------- | -------------- | ------------------- | ------------------------- |
| 1.      | Ameryka        | 13                  | 8                         |
| 2.      | Afryka         | 10                  | 6 (niewykorzystany joker) |
| 3.      | Europa         | 8                   | 4                         |
| 4.      | Azja i Oceania | 5                   | 2                         |